# Nunspeet
Nunspeet  è una municipalità dei Paesi Bassi di 26 670 abitanti situato nella provincia della Gheldria.
Nunspeet è sede di un ambiente molto religioso e conservatore e viene considerata parte della cintura biblica olandese. Gran parte della popolazione è affiliata a congregazioni che fanno riferimento a una forma di calvinismo definito "ortodosso".